# Freddie Frinton
Freddie Frinton (født 17. januar 1909 i Grimsby, død 16. oktober 1968 i London) var en engelsk komiker, der nok bedst er kendt for sin rolle som butleren James i sketchen 90-års-fødselsdagen, der hvert år vises på DR1 nytårsaften.
Oprindeligt var Freddie Frintons navn Frederick Coo. Han blev født uden for ægteskab af en syerske og blev opfostret af plejeforældre. Som 16-årig begyndte han at arbejde på en fiskefabrik i Grimsby, hvor han siges at have underholdt sine kollegaer med parodier og vittigheder, men han endte med at blive fyret og skiftede til underholdningsbranchen. Han fik en smule succes i vaudeviller, hvor han antog kunstnernavnet Freddie Frinton. 
Under 2. verdenskrig fik Frinton et mindre gennembrud som komiker, og i 1945 opførte han for første gang sketchen Dinner for One (på dansk: 90-års-fødselsdagen) i Blackpool. I begyndelsen måtte han betale royalties til sketchens forfatter, Lauri Wylie, for hver opførelse, men i 1950'erne købte han rettighederne til stykket og turnerede derefter det meste af England med sketchen og forskellige medspillere. Handlingen og pointerne forbedrede han undervejs.
I 1963 blev en opførelse af Frinton's Dinner for One optaget af den tyske tv-station Norddeutscher Rundfunk (NDR). Sketchen blev vist flere gange på tysk tv, inden den fra 1972 blev en fast nytårstradition. Den blev også populær i Skandinavien og Schweiz, hvor den også vises på tv hver nytårsaften. I Norge byder traditionen dog, at den sendes lillejuleaften.
Som 55-årig fik Frinton succes i den populære tv-serie Meet the Wife i 40 episoder (konen blev spillet af Thora Hird). Serien bliver nævnt i Beatles-sangen Good Morning, Good Morning i linjen "It's time for tea and Meet the Wife". I oktober 1968 døde Freddie Frinton pludselig af et hjertetilfælde i en alder af 59 år. Han er begravet på Westminster Cemetery, Uxbridge Road, Hanwell, London.

## Filmografi
| År   | Titel                    | Rolle             |
| ---- | ------------------------ | ----------------- |
| 1948 | Trouble in the Air       | Fred Somers       |
| 1951 | Penny Points to Paradise | Drunkard          |
| 1953 | Forces' Sweetheart       | Aloysius Dimwitty |
| 1956 | Stars in Your Eyes       | Publican          |
| 1960 | Make Mine Mink           | Drunkard          |
| 1961 | What a Whopper           | Gilbert Pinner    |
| 1963 | 90-års-fødselsdagen      | James, the butler |